# Djurås
Djurås é uma pequena cidade da província histórica de Dalarna. Tem cerca de 1 278 habitantes e é a sede do município de Gagnef, no condado de Dalarna, situado no centro da Suécia. Djurås está localizada na confluência dos rios Dal Ocidental e Dal Oriental, que a partir de aí se chama Dal.